# Rudra avitoides
Espèce
Synonymes
- Anokopsis avitoides Bauab-Vianna & Soares, 1980
- Rudra dagostinae Braul & Lise, 1999

Rudra avitoides est une espèce d'araignées aranéomorphes de la famille des Salticidae.

## Distribution
Cette espèce est endémique du Brésil. Elle se rencontre au Rio Grande do Sul et dans l'État de São Paulo.

## Description
La carapace du mâle holotype mesure 3,4 mm de long sur 2,3 mm.

## Systématique et taxinomie
Cette espèce a été décrite sous le protonyme Anokopsis avitoides par Bauab-Vianna et Soares en 1980. Elle est placée dans le genre Rudra par Marta, Almeida, Ott et Rodrigues en 2023.
Rudra dagostinae a été placée en synonymie par Marta, Almeida, Ott et Rodrigues en 2023.

## Publication originale
- Bauab-Vianna & Soares, 1980 : « Contribuição ao estudo dos Salticidae do Brasil, VIII (Araneae). » Revista Brasileira de Biologia, vol. 40, p. 697-699.